# ...sotto il cielo del tendone
...sotto il cielo del tendone è un album de I ratti della Sabina. Contiene tre inediti e la registrazione del concerto del 24 marzo 2007 a Roma.

## Tracce
1. Il mio tempo[1]
2. Accorda e canta[1]
3. Ciao[1]
4. Intro
5. La rivoluzione
6. L'ultimo dei sogni
7. Radici
8. Chi arriva prima aspetta
9. Lo scemo del villaggio
10. La giostra
11. Fuori dal centro (fiori leggeri)
12. La morale dei briganti
13. Circobirò
14. Il violinista pazzo
15. Il giocoliere (a Gianni Rodari)
16. Linea 670
17. Fra le braccia della Luna
18. La tarantella del serpente
19. Il funambolo

## Formazione
- Roberto Billi - voce, flauto traverso, tin whistle, armonica, chitarra folk
- Stefano Fiori - voce, organetto, chitarra folk
- Eugenio Lupi - chitarra elettrica
- Valerio Manelfi - basso
- Alessandro Monzi - violino
- Alberto Ricci - fisarmonica
- Carlo Ferretti - batteria, pianoforte
- Paolo Masci - mandolino, banjo, bouzuki, dobro, mandobanjo